# Friedrich Knust (Architekt)
Friedrich Knust (auch: Fritz Knust, * 22. Mai 1848 in Linden vor Hannover; † 23. Dezember 1892 in Hameln) war ein deutscher Architekt, der teilweise fälschlich als Theodor Knust bezeichnet wurde.

## Leben

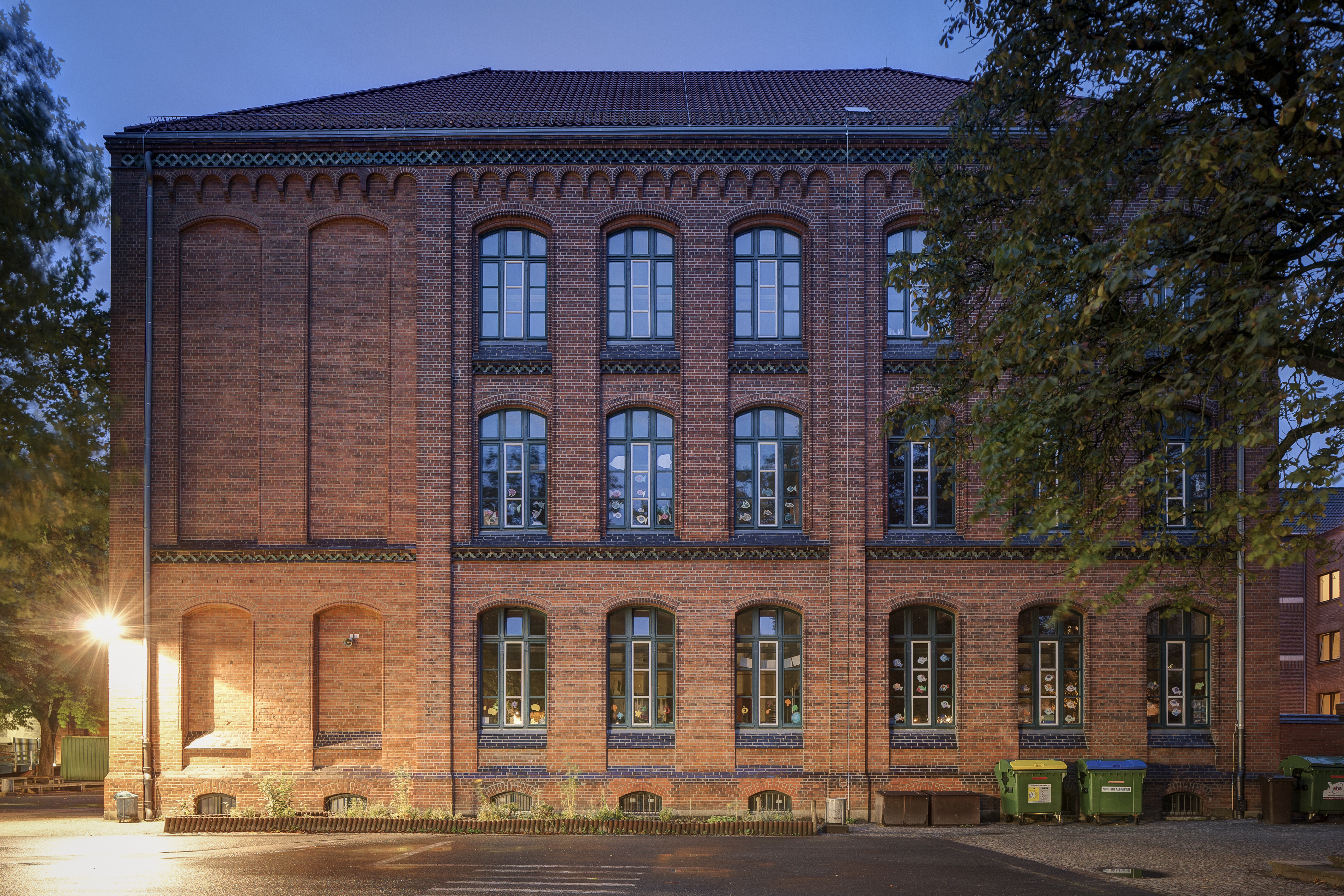
Die von Knust 1885 bis 1886 errichtete denkmalgeschützte heutige Grundschule am Lindener Markt in Linden-Mitte

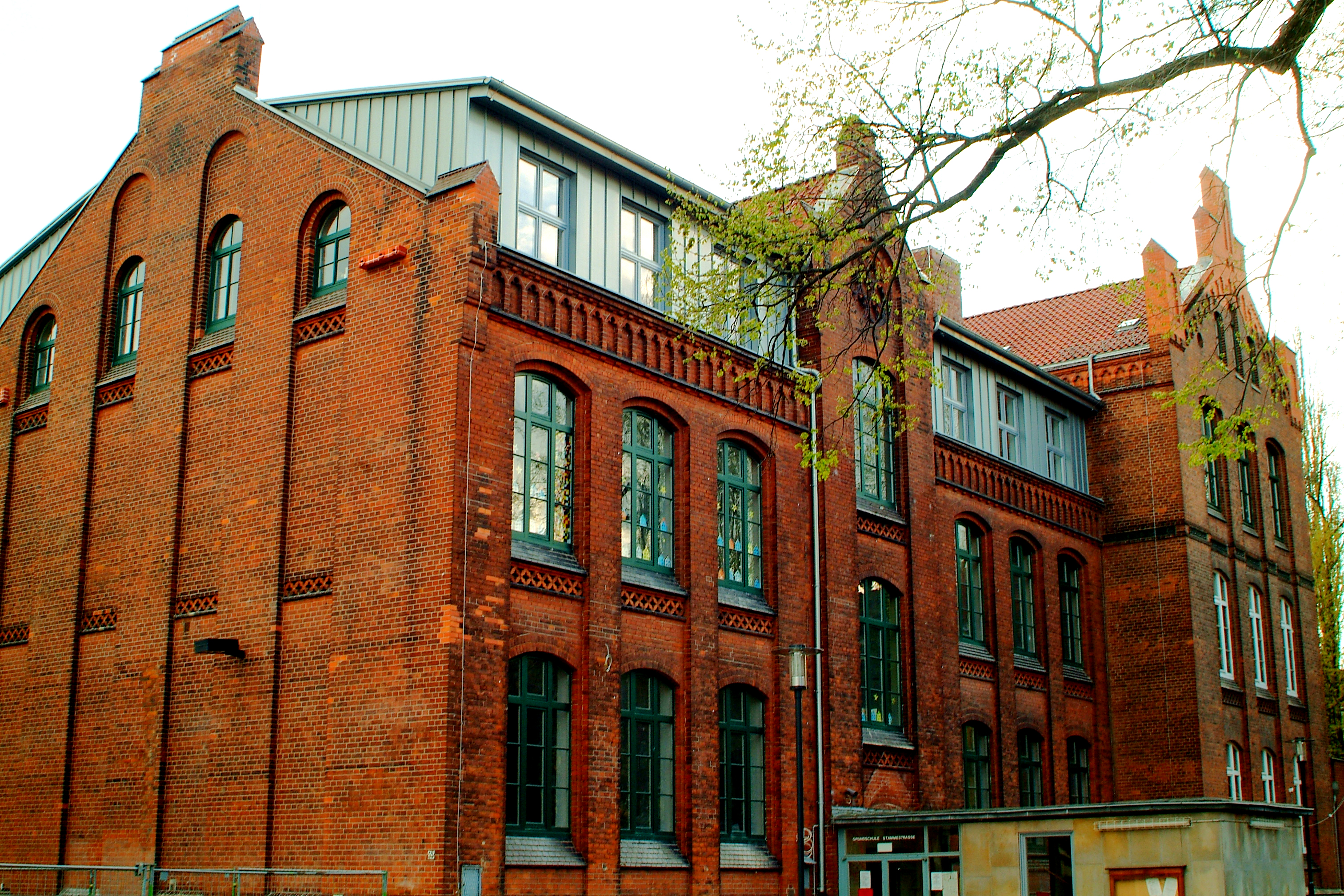
Die 1887 von Knust errichtete heutige Grundschule unter der Adresse Stammestraße 53 in Ricklingen

Fritz Knust wurde zur Zeit des Königreichs Hannover in Linden geboren. Nach seinem Schulbesuch durchlief er eine Ausbildung zum Maurer und wurde nach seinen Gesellenjahren zum Meister ernannt.
Von 1864 bis 1869 studierte Knust in Hannover Architektur an der dortigen Polytechnischen Schule bei Conrad Wilhelm Hase. In dieser Zeit war Knust von 1867 bis 1868 zugleich Mitarbeiter im Architekturbüro von Hase und wirkte als dessen Zeichner beim Entwurf der Kirche in Fintel. Ein Kommilitone von Knust war der Architekt Johann Egestorff (* 1845), mit dem er zeitweilig assoziiert war.
Laut den Adressbücher von Hannover und Linden wohnte Fritz Knust privat von 1866 bis 1872 in der damaligen Posthornstraße 1, von 1875 bis 1888 in der Niemeyerstraße 1.
In der Gründerzeit des Deutschen Kaiserreichs war Fritz Knust mutmaßlich bis 1884 an dem von seinem Bruder Karl in Linden betriebenen Sägewerk beteiligt.
Nach dem Bau von Mietshäusern, einem eigenen Wohnhaus und eine Schule in Linden sowie einer Schule und der Michaelskirche in Ricklingen war Knust „[...] nicht [mehr] in der Lage, die [Ricklinger] Kirche fertigzustellen, der Architekt Christian Heine übernahm den Bau und vollendete“ sie. Unterdessen meldete sich Knust am 1. Dezember 1888 an seinem Geburtsort Linden offiziell ab und zog nach Hameln, wo er anfangs bei der Familie Fricke, anschließend bei der Familie Pietsch am Ostertorwall wohnte. Allerdings meldete sich Knust offiziell erst am 1. Oktober 1889 bei der Stadt an.
Das Adressbuch der Stadt Hameln für das Jahr 1890 listete einen „Knust, Architekt“. Die Adressbücher der Jahre 1891 und 1892 konnten bisher durch das Stadtarchiv von Hameln nicht eingesehen werden, im dortigen Adressbuch von 1893 war Knust nicht mehr verzeichnet.

## Verwechslung mit Theodor Knust
Fritz Knust wurde in verschiedenen Publikationen mit Theodor Knust (* 1860; † 6. Oktober 1910). Letzterer wohnte zeitlebens in Ricklingen. Mutmaßlich durchlief er eine Ausbildung im Bereich des Bauwesens, daher wurde Theodor Knust mitunter auch ungenau als „Baumeister“ bezeichnet. Im Adressbuch Hannover u. Umgebung von 1901 wurde Theodor Knust als Ziegeleiverwalter bezeichnet sowie im Sterberegister der Gemeinde von St. Michaelis und auch in dem Wegweiser durch die St. Michaelis-Kirchengemeinde Ricklingen aus dem Jahr 1928 als „Ziegeleibesitzer“. Sein Name ist aber weder in der „Hannoverschen Bausammlung“ noch in der Liste der Hase-Schüler bekannt.
Theodor Knust war jedoch gemeinsam mit den Ziegeleibesitzern und Gebrüdern Stamme Stifter der Kapelle des Michaelisfriedhofes in Ricklingen – und wurde ebenso wie die Stamme-Brüder in der Gruft der Kapelle begraben. Im Zuge einer Sanierung des Gebäudes wurden die „[...] ziemlich zerfallenden Särge [...] im Frühjahr 2011 neben der Kapelle beerdigt“.

## Werke (soweit bekannt)
- 1867–1868: als Zeichner Mitwirkung beim Bau der von Conrad Wilhelm Hase entworfenen St.-Antonius-Kirche in Fintel[2]
- 1872–1873, in Zusammenarbeit mit dem Architekten Johann Egestorff: Hannover, Mietshäuser in der Körnerstraße 11 und 12 (Adressen damals wie heute), nicht erhalten[2]
- 1885: Hannover-Linden, Wohnhaus Friedrich Knust mit Architekturbüro, Deisterstraße 6 Ecke Blumenauer Straße (heute: Schwarzer Bär 4); nicht erhalten[2]
- 1885–1886: Hannover-Linden, Bürgerschule, heutige Davenstedter Straße 14, erhalten. Ein 1904 erfolgter Anbau wurde nicht von Knust entworfen.[2]
- 1887: Hannover-Ricklingen: Schule in der heutigen Stammestraße 53; erhalten. Ein Anbau von 1901 stammt nicht von Friedrich Knust.[2]
- 1887–1888: Hannover-Ricklingen, Evangelisch-lutherische Kirche St. Michaelis, heutige Stammestraße 55, erhalten Kurz vor dem Tod von Friedrich Knust wurde die Kirche von dem Architekten Christian Heine vollendet.[2]

## Knuststraße und Wittekindstraße
Laut Andreas-Andrew Bornemann lag das Knustsche Sägemühlenwerk zunächst an der Falkenstraße 34, die um 1869 in  Davenstedter Straße 14 umbenannt wurde. Auf einem Teil dieses Grundstückes soll die nach Friedrich Knusts Plänen errichtete Grundschule am Lindener Markt erbaut worden sein. Die bereits 1874 im heute hannoverschen Stadtteil Linden-Mitte angelegte Knuststraße wurde 1892 umbenannt in Wittekindstraße, angeblich nach dem Herzog der Sachsen, Widukind, möglicherweise aber auch „[...] nach dem Grafen Wittekind von Schwalenberg, der zwischen 1115 und 1119 in Linden Gericht hielt und die Urkunde mit der ersten Erwähnung des Ortes ausstellte“.